# Dārāmrūd-e Soflá
Dārāmrūd-e Soflá (persiska: دارامرود سفلی) är en ort i Iran.   Den ligger i provinsen Kermanshah, i den västra delen av landet, 400 km väster om huvudstaden Teheran. Dārāmrūd-e Soflá ligger 1 458 meter över havet och antalet invånare är 138.
Terrängen runt Dārāmrūd-e Soflá är kuperad åt nordväst, men åt sydost är den platt. Dārāmrūd-e Soflá ligger nere i en dal.Runt Dārāmrūd-e Soflá är det ganska tätbefolkat, med 185 invånare per kvadratkilometer. Närmaste större samhälle är Sarv-e Nāv-e Soflá, 3,5 km nordost om Dārāmrūd-e Soflá. Trakten runt Dārāmrūd-e Soflá består till största delen av jordbruksmark.